# Мара
Мара́ (Марена, Морена, у західних слов'ян — Маржана, Марцана, пол. Marzan(n)a, Śmiertka, чеськ. Morana, Smrtka, болг. Морана, Марава, Мора) — жіночий персонаж слов'янської міфології. Залежно від місцевості, постає як привид, злий дух, уособлення сезонних змін. Гіпотетично — богиня потойбіччя, ночі, сезонності, смерті та води.

## Етимологія
Слово «мара» походить від протоіндоєвропейського кореня *mar- чи *mor- — «смерть». Від того ж кореня походить ім'я римського бога Марса — первісно покровителя рослинності, потім бога війни. Первинне значення — «привид, омана, мрія» тощо. З ним пов'язані слова марити, марево, морока.

## Образ і заняття
У народних віруваннях мара виступає в декількох ролях. Передусім це привид (відомий також як змора), копія живої людини, що з'являється після її смерті. Вважалося, що мара виникає тоді, коли в світі живих лишилося дещо, цінне для померлої людини. Марою могли називати також домовика (один із його образів — це копія господаря будинку).
За деякими трактуваннями, Мара тотожна Смерті, виступаючи під іменами Навь, Марена, Морена; як узагальнені назви істот — мара, мора, змора, кікімора тощо. У західних слов'ян є схожий персонаж Маржана. Іноді в народних переказах Марена описується як старша русалка.
Мара також — персонаж свят, якого зображає лялька, котру спалювали чи топили. За припущеннями деяких дослідників, Мара/Морена (як одноосібний персонаж) первісно була парою Купали, реалізуючи мотив про брата й сестру, що втілюють вогонь і воду чи протилежність сухе-мокре. Імовірно, що у владі Мари перебувала саме вода, що зближує її з богинею Мокошею.

## Культ Мари

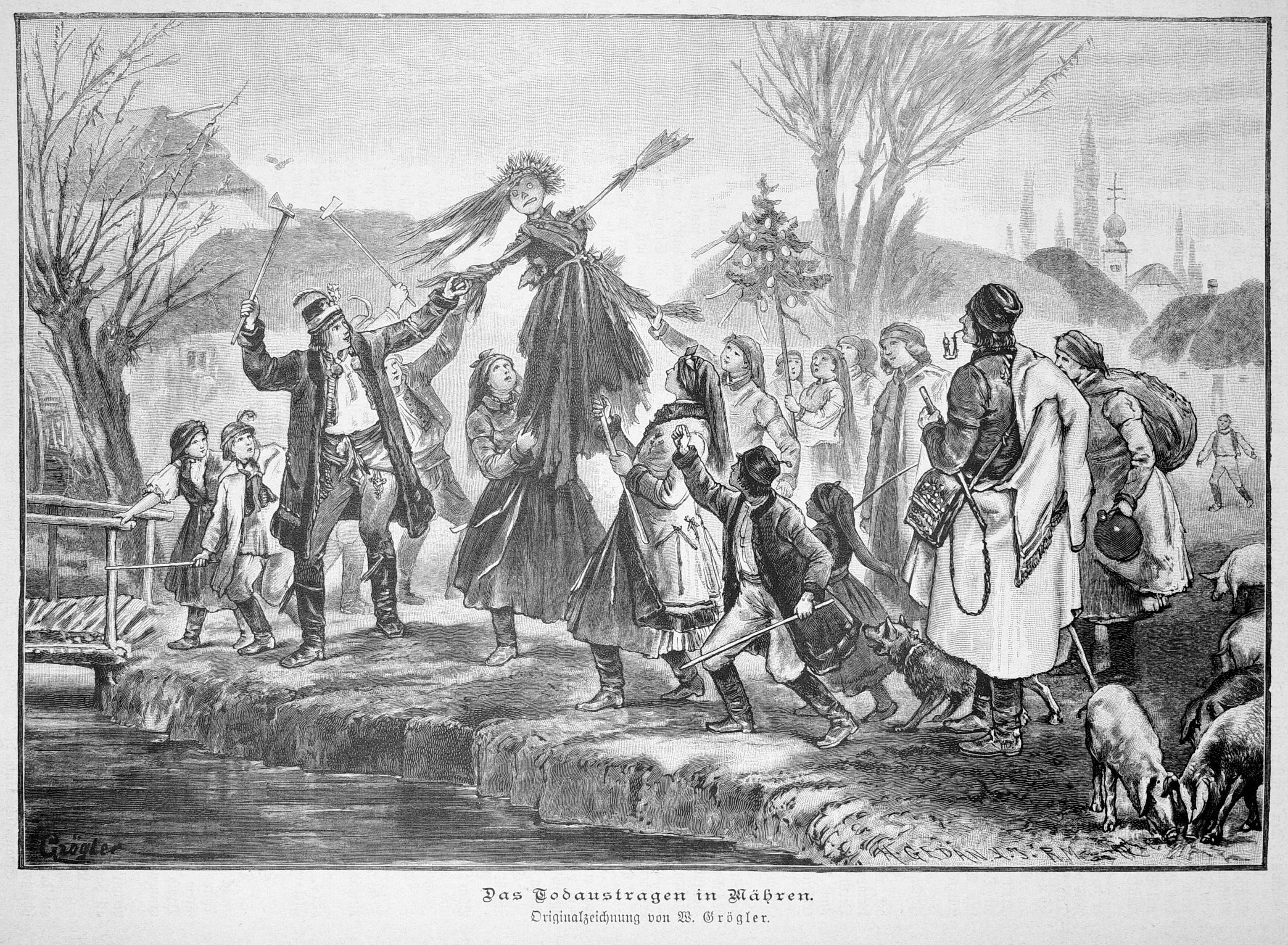
Винесення ляльки на німецькій листівці 1887 р.

Мара/Марена як персонаж свят відома у всіх слов'ян і зображалася лялькою чи прикрашеною квітами головою коня або корови, кілком на жердині або високою копицею сіна. Обряди з нею проводилися на Івана Купала, Кострому, Русальний тиждень, Масницю. Обряди за участю ляльки відомі і в Словаччині, Моравії, Чехії, Польщі, Лужиці, Каринтії, а також Угорщині та Австрії. Хоча найвідоміший варіант імені персонажа Марена, в різних місцевостях відомі варіації. Так, в українців вона подекуди могла називатися Купала, Уляна чи Катерина, в чехів — смртніца, смртоноска. В деяких регіонах України та Білорусі вона відома як Мара. На Кубані ритуальне деревце з тією ж функцією відоме як «калиноня» чи «калинонька».
На Полтавщині знаний обряд, коли дівчата виготовляли з соломи опудало під назвою Мара на свято Івана Купала. Опудало обкладали кропивою, через яку перестрибували босоніж. Потім на кропиві розводилося багаття, через яке стрибали хлопці й дівчата. Ввечері опудало топили в річці. На Луганщині на Івана Купала обрядову ляльку називали Марена, її ставили на палиці на вигоні, а поряд ставили стіл з хлібом і сіллю. Виконавши хоровод навколо Марени, ляльку топили в річці. Там, де центром дійства була не Мара, а Марена, роль цього персонажа могла відігравати дитина, вбрана у вінки та квіти. Ляльку могли також виготовляти з жовтої глини. Іноді до неї прив'язували камінь, щоб Марена гарантовано потонула. В деяких регіонах з лялькою Марени топили також Ляльку Купала.
Лужицькі слов'яни одягали ляльку Марени в сорочку останнього померлого в селі та підперезували поясом дівчини, що остання вийшла заміж. Марену топили (словени, чехи, моравці, поляки), спалювали (поляки, чехи), розривали на частини (моравці), закидали на дерево (моравці), розбивали об дерево (словаки), били палицями (словаки, моравці), закидали камінням (моравці), скидали в прірву (моравці), закопували в землю (чехи) тощо.
Також Марена — це давнє жіноче ім'я. Зокрема воно відоме з берестяних грамот кінця XII ст., знайдених у 1997—2005 роках у Новгороді. Зустрічається в давніх українських і польських; наприклад «свою дъвку на имь Марену» в староукраїнській грамоті 1393 року.

## Реконструкції міфів про Мару

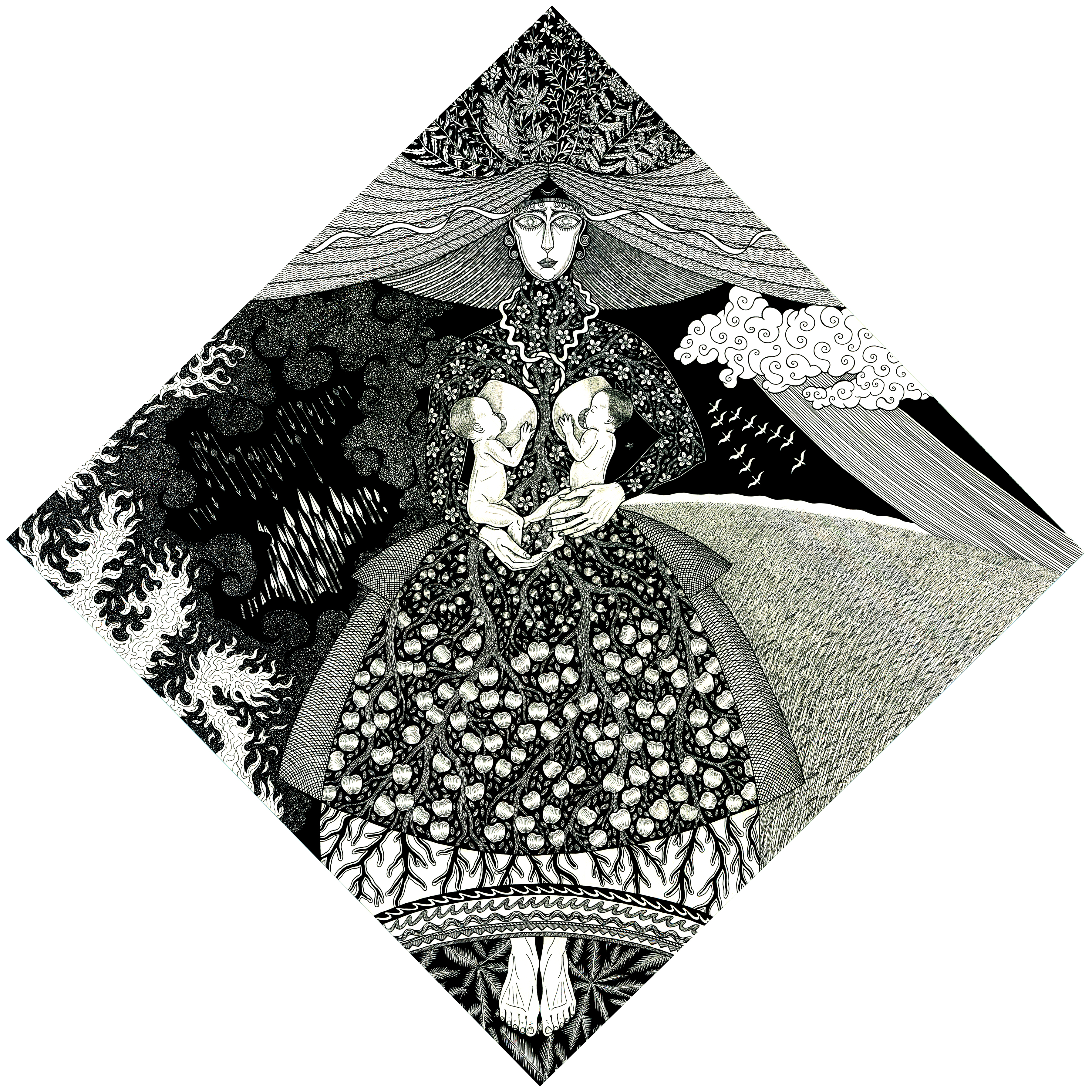
Польська Марана як богиня води на ілюстрації 2014 р.

Згідно з російським істориком Борисом Рибаковим, міф про Морену зберігся в билині про Михайла Потика та Марію Лиходіївну. За сюжетом билини, Михайло Потик їде на війну та зустрічає дочку язичницького царя, чаклунку Марію Лиходіївну (варіант — Лебідка Біла чи Авдотія), що здатна перетворюватися на тварин. Марія погоджується одружитись із ним за умови, що в разі смерті когось із подружжя в труну буде покладено обох. Раптово Марія помирає і з'являється «змія підземна» чи «змій о дванадцяти хоботах». Михайло перемагає чудовисько та вимагає, щоб воно принесло живої води, щоб воскресити нею Марію на Великдень. За іншою версією, поширеною в Біломор'ї, чудовиськом стає сама Марія і Михайло розрубує її на дрібні шматки.
Хорватський лінгвіст Радослав Катічіч у 1987 році та етнограф Вітомір Белай у 1998 спробували реконструювати міф про Ярила як божество-уособлення життєвого циклу пшениці, чиєю сестрою та дружиною була Мара. У викладі Катічіча та Белая, Ярило — це син бога Перуна. Ярила викрадають посланці Велеса, і відносять до підземного світу мертвих (Вирію), де Велес виховує Ярила як свого сина. З приходом весни Ярило повертається з підземного царства верхи на коні, приносячи на землю весну і родючість. Він закохується в свою сестру Мару і вони одружуються в день літнього сонцестояння (Івана Купала). Шлюб стає запорукою миру між Перуном і Велесом і забезпечує процвітання в світі. Однак, оскільки Ярило зраджує Мару, вона (або Перун чи брати Ярила) вбивають його. З частин тіла Ярила Мара будує собі будинок, але без чоловіка перетворюється на стару й потворну богиню смерті, та зрештою помирає до кінця року. Кожного року історія повторюється і природний цикл починається заново.

## Трактування образу

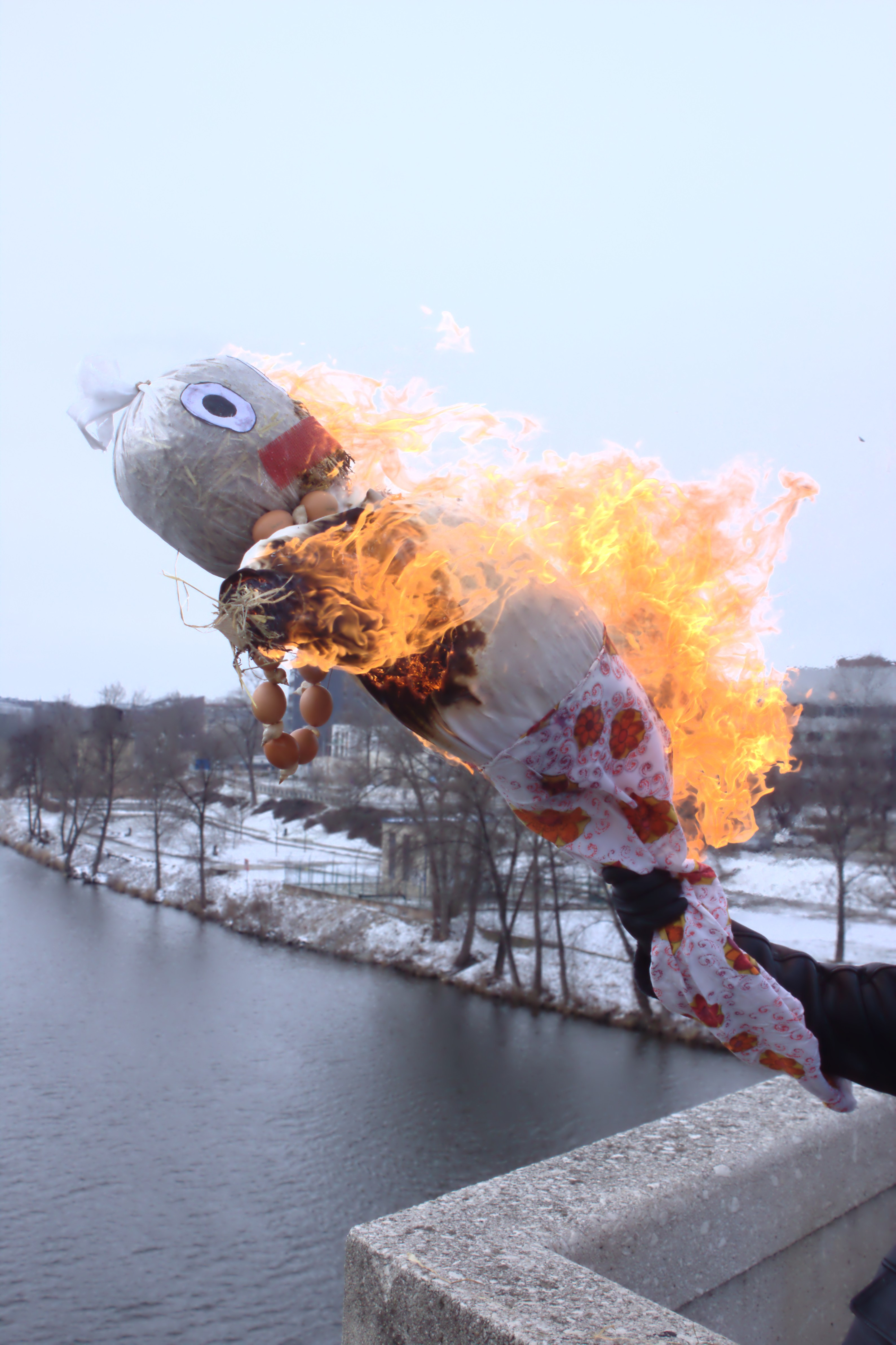
Спалення Морани у Празі, 2018 р.

У творах міфологів XIX століття, таких як Карел Яромір Ербен, Шимон Матусяк, Грегор Крек або ранній Ян-Гануш Махал, Марена висвітлена як богиня смерті. Цю версію розвинуто Вацлавом Ганкою на основі чеського словника «Mater Verborum», де Марена ототожнюється з давньогрецькими Гекатою і Прозерпіною.
Російський історик Борис Рибаков вважав Морену аналогом давньогрецької Персефони, тобто богині, що перебуває в світі мертвих частину року й періодично відвідує землю. Російські філологи В'ячеслав Іванов і Володимир Топоров пояснювали Мару як уособлення смерті й хвороб. На їхню думку, билинна чаклунка Марія Лиходіївна, ототожнювана з Марою, є відображенням історичної московської цариці Марини Мнішек.
Український історик і біолог Віктор Куйбіда пояснював Марену як богиню води, дружину Купала, пов'язану з обрядами помирання/воскресання природи та викликання дощу. На його погляд, у цієї богині більше очисна функція, а її символом була риба.

## У сучасній культурі
В українських ЗМІ можна знайти переліки «13 дочок Мари», які втім не посилаються на які-небудь відомі чи авторитетні джерела. Ці дочки постають як істоти, що спричиняють різні хвороби.
У сучасному міському фольклорі Дрогобича Маруна згадана як міська богиня, нянька мертвих дітей (мати мертвих і ненароджених), яка мешкає на старому польському кладовищі і керує Дрогобицьким потойбіччям, зваблює на смерть живих: у повен місяць перетворюється на вродливу жінку, яка заманює чоловіків на цвинтар. Таке трактування є у творах Олега Стецюка.
- «Слов'яни» (телесеріал) (2021) — богиня має епізодичну появу у 8 епізоді. Роль Морени зіграла українська актриса Олена Фесуненко.
- «Мара» — горор-фільм 2018 року, де Мара — це демон, який вбиває людей уві сні.
- «Мара» — однойменний норвезький блек-метал колектив із Тронгейму.
- Мара — один із двадцяти чотирьох типів привидів, з якими гравці можуть зіткнутися у грі Phasmophobia.